# Робертс, Джон Гамильтон
Джон Гамильтон Робертс (англ. John Hamilton Roberts; 21 декабря 1895 — 17 декабря 1962) — канадский военачальник, генерал-майор, участник обеих мировых войн.

## Биография
Родился в Пайпстоуне (Манитоба). Окончил Высший Канадский колледж, обучался в Королевском военном колледже Канады, окончил его в 1914 году. Участвовал в Первой мировой войне. С 1939 года командовал 1-м полком Королевской канадской конной артиллерии в Северной Франции, участвовал в боях с немецкими войсками в мае 1940 года и успешно эвакуировался из Дюнкерка. В 1941 году, дослужившись до звания генерал-майора, возглавил 2-ю канадскую пехотную дивизию.
Командовал десантными силами в битве за Дьеп 19 августа 1942 года с корабля HMS Calpe. Ввиду проблем с коммуникациями он не имел представления о ходе боевых действий и дислокации войск. Был раскритикован командованием за то, что не вовремя пустил в бой королевских стрелков (фр. Les Fusiliers Mont-Royal) и понёс огромные потери. Спустя полгода был снят с должности и отправлен в Великобританию командовать резервами. После войны жил на Нормандских островах.